# اوسركون الثالث
اوسركون الثالث (بالإنجليزية: Osorkon III)‏ ، كان فرعون مصر في القرن الثامن قبل الميلاد، من ملوك الأسرة المصرية الثالثة والعشرين. ورئيس كهنة أمون اوسركون. وهو نجل تاكيلوت الثاني.

## حكمه
تولى العرش بعد بيدوباست الأول أو شيشنق السادس. وقد اقترح علماء المصريات المختلفة التي قد تكون من جميع أنحاء منتصف 790 قبل الميلاد. إلى وقت متأخر من 787 قبل الميلاد. ابنه تاكيلوت الثالث، وفقاً لنص الكرنك رقم 13.